# Museo de Arqueología Ganot-Peschard
El Museo de Arqueología Ganot-Peschard es un museo de arqueología en la Zona Centro, Durango, México. El museo conserva la historia indígena de Norte de México. La colección de Ganot-Peschard contiene materiales arqueológicos de la región, incluidos urnas funerales, cráneos, vasos, puntas de flecha, winches,  pectorales y otros materiales ornamentales de pueblos prehispánicos. Su objetivo es preservar el registro arqueológico de Durango y la región de Zacatecas, Sinaloa, Nayarit y Jalisco.
El Ganot-Peschard tiene siete salas permanentes: Paleo-Índico y Arcaico, Loma San Gabriel, Cultura Chalchihuites, Cultura Guadiana, Cultura Aztatlán, Arte rupestre y Método arqueológico.

## Historia
El Ganot-Peschard fue construido a fines del siglo XIX y ha funcionado a lo largo de los años como una casa, una imprenta y un archivo estatal. Está catalogado como monumento histórico por el Instituto Nacional de Antropología e Historia (INAH).

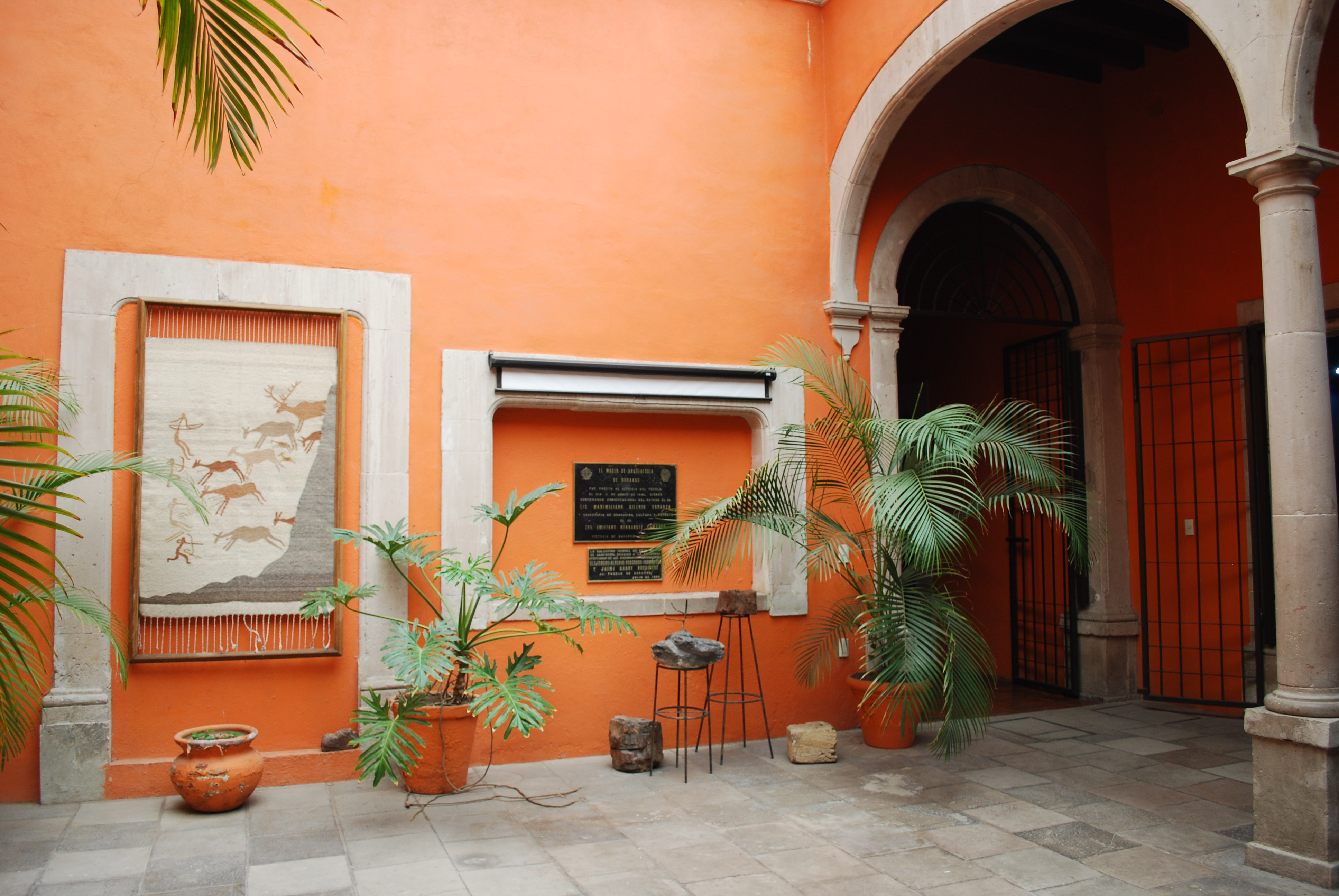
La entrada interior al Museo de Arqueología Ganot-Peschard.

El edificio del museo fue renovado históricamente en 1998 por el historiador Javier Guerrero Romero y el arquitecto Juan Águila. Fue inaugurado como museo el 3 de agosto de 1998 con el objetivo de preservar y difundir el patrimonio arqueológico de Durango y la región compuesta por los estados de Zacatecas, Sinaloa, Nayarit y Jalisco.
El Ganot-Peschard mantiene su objetivo principal: preservar, estudiar y difundir el patrimonio arqueológico de Durango. Es un importante centro de información para las poblaciones indígenas que han habitado los estados de Durango, Zacatecas, Sinaloa, Nayarit y Jalisco por más de 15,000 años.

## Edificio
La fachada del museo es simple, ya que muestra solo la puerta de acceso enmarcada en cantera. El interior es pequeño con solo 7 salas de exhibición permanentes. De las salas de exhibición, la sala del escenario Loma San Gabriel es particularmente significativa, ya que representa tipos de viviendas e instrumentos (estimado tener alrededor de 3.000 años) de la cultura Loma San Gabriel, quizás el precursor de los contemporáneos Coras, Huichols y Tepehuanes que aún habitan Durango.

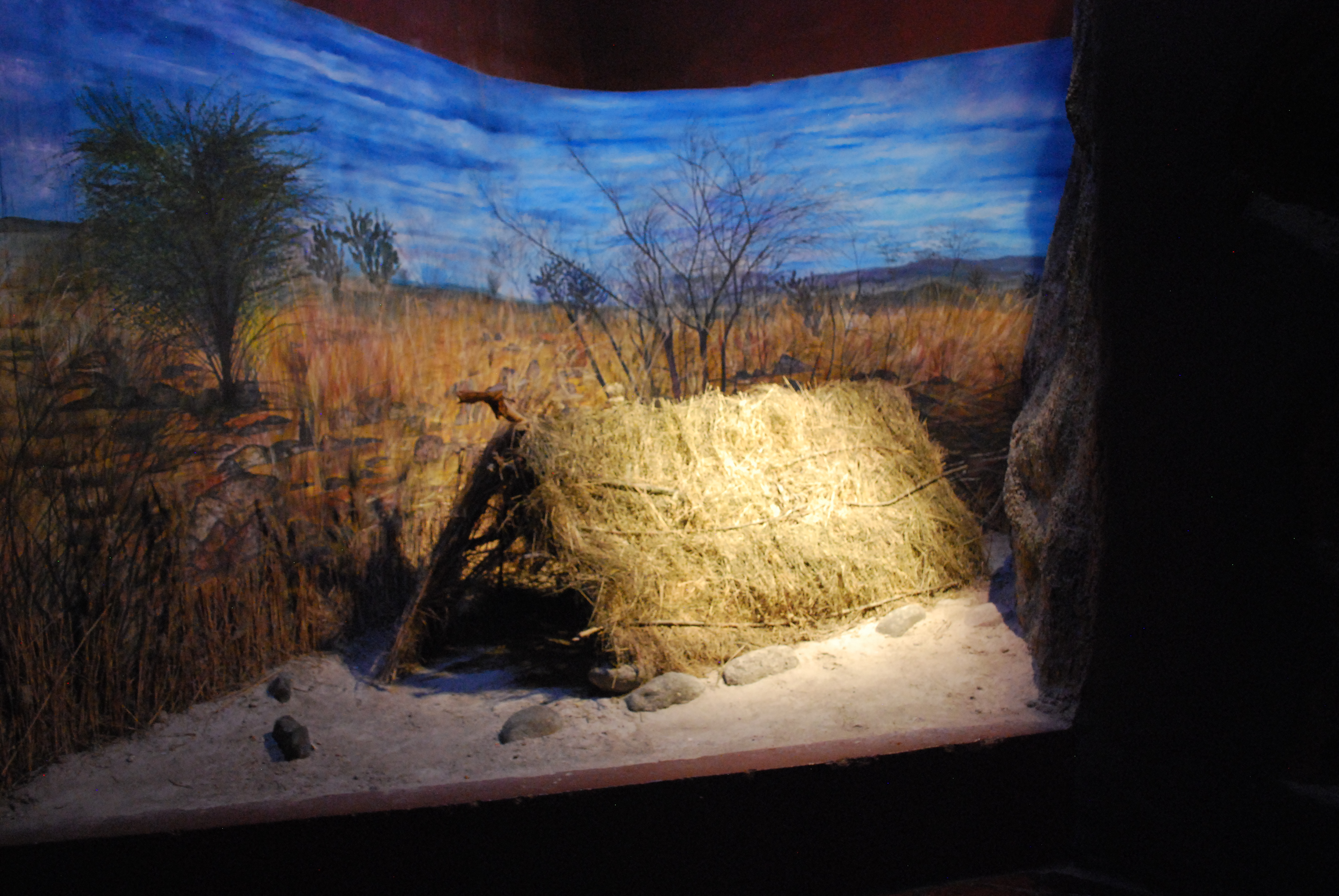
Casa de estilo Loma San Gabriel.

Las instalaciones consisten en un vestíbulo, un patio y dos arcadas donde se muestra un mural del Estado de Durango con sus diferentes áreas; el Semi Desierto, el Llanuras, los Valles, la Sierra Madre Occidental y la Quebradas.

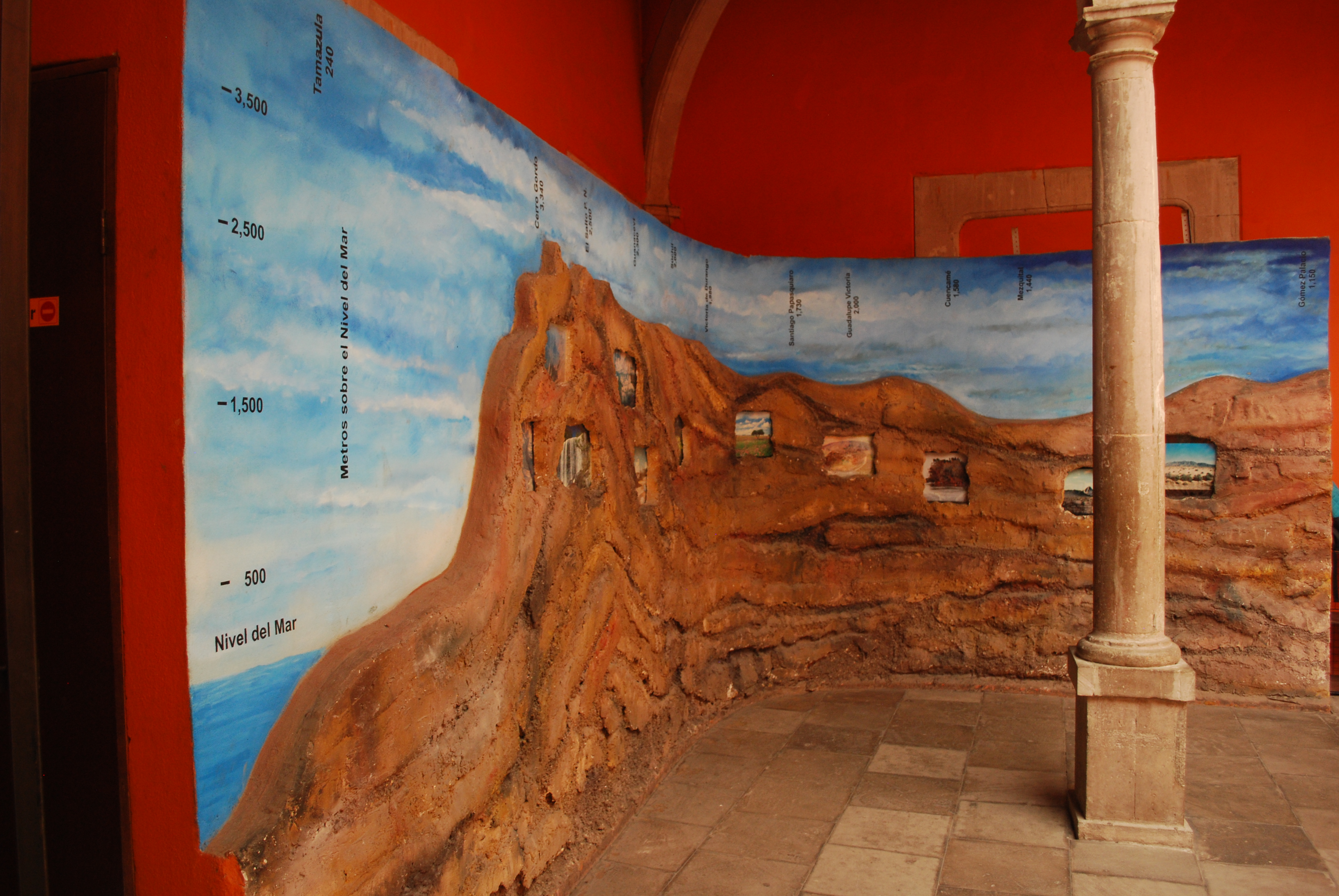
Mural que representa los asentamientos en el Estado de Durango.

Además de sus exposiciones, el museo ofrece visitas guiadas organizadas, paseos por sitios arqueológicos, modelado en arcilla y cursos de guarnicionería.

## Colección
Las exposiciones permanentes del museo se enumeran a continuación:
- Paleo-Indico y Arcaico, de antigüedad aproximada de 12,000-2000 años a. C.
- Loma San Gabriel, Primeros Asentamientos, 1000 a. C. al presente
- Cultura Chalchiuites, 200-850 d. C.
- Cultura Guadiana, 850-1300 d. C.
- Cultura Aztatlán, 1350 d. C., Hasta el contacto Español
- Pinturas Rupestres
- Método arqueológico

Los materiales del museo fueron recolectados por los Dres. Jaime Ganot Rodríguez y Alejandro Peschard Fernández durante 30 años de investigación.

## Salas de exhibición

### Sala 3: Cultura Chalchiuites 200-850 d.C.
Una de las principales exposiciones permanentes en el museo, Cultura Chalchiuites, presenta materiales de la cultura Chalchiuites, que existía desde aproximadamente 200 - 850. El museo brinda un contexto histórico para la expansión de la cultura y su conexión con el imperio Teotihuacán:

La expansión del imperio teotihuacano hacia el norte se inició con rutas de comercio que se extendían hasta el suroeste de los Estados Unidos de América en donde se destacó el comercio de la turquesa.
También y siguiendo estas rutas los astrónomos teotihuacanos llegaron hasta el sitio más septentrional donde se desplaza el sol durante el año y allí construyeron un centro ceremonial en Alta Vista Chalchiuites, Zacatecas. En el actual Trópico de Cáncer que tuvo funciones como observatorio astronómico, en especial en la determinación de los equinoccios.
Del contacto con los habitantes que ya poblaban la zona, surgió la cultura Chalchiuites que declinó en aproximadamente en el 850 d.C. junto con Teotihuacán.

### Sala 4: Cultura Guadiana 850-1300 d.C.
Otra exposición permanente primaria presenta materiales de la cultura Guadiana (850-1300 d. C.):

En el año 850 d.C se inicia un nuevo proceso de expansión del centro de México. Hacia el norte fue la Tolteca que se realizó por dos vías, una por la parte central de país y una segunda por el occidente hacia la costa del Pacifico; la primera obligó a los habitantes Chalchiuites a emigrar hacia el norte y ocupar parte del estado de Durango y surgió una nueva cultura, inicialmente denominada Rama Guadiana de la Chalchiuites y posteriormente se aceptó como una cultura diferente de la Guadiana.
Su principal centro ceremonial es La Ferrería muy cerca de la actual Ciudad de Durango.

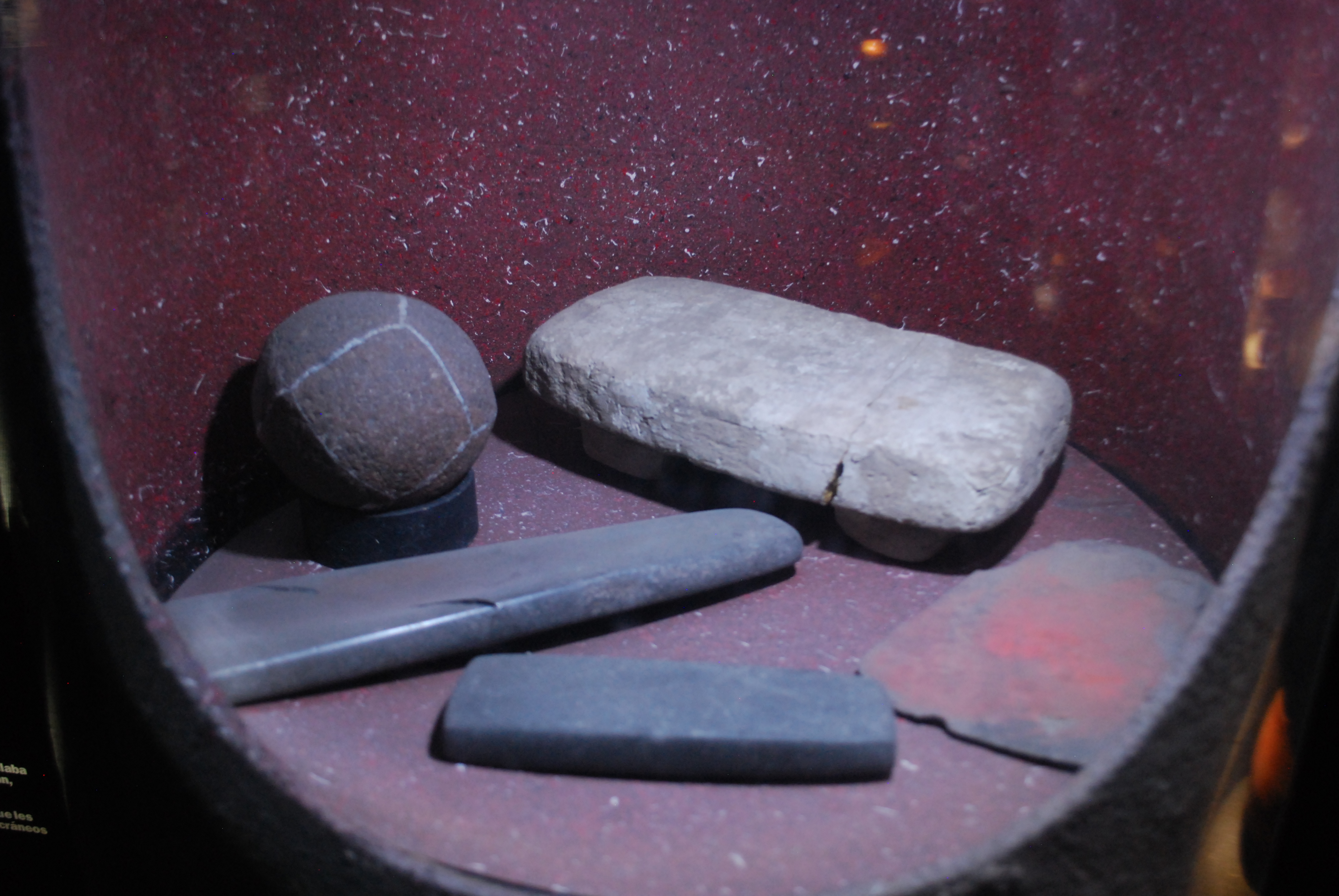
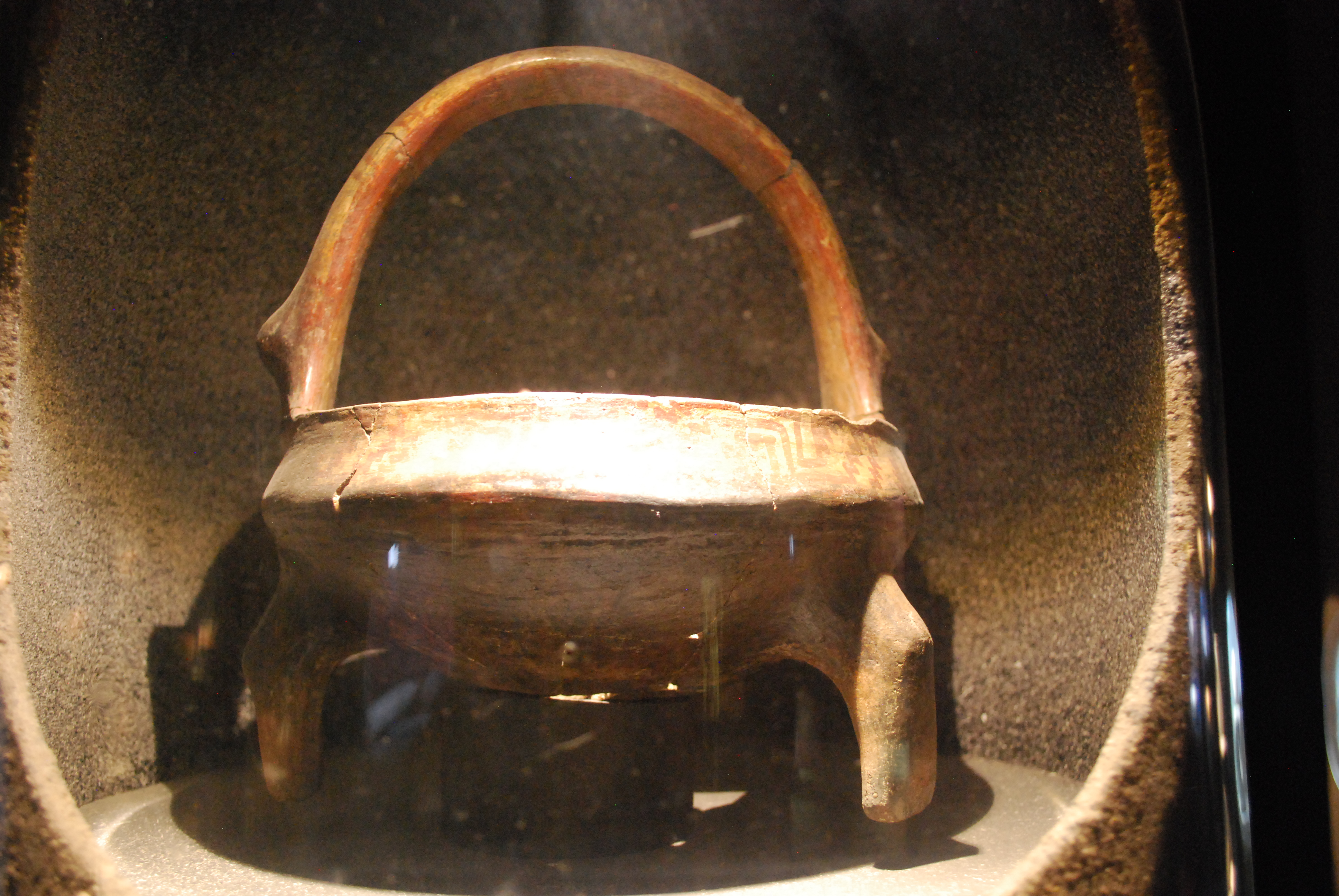
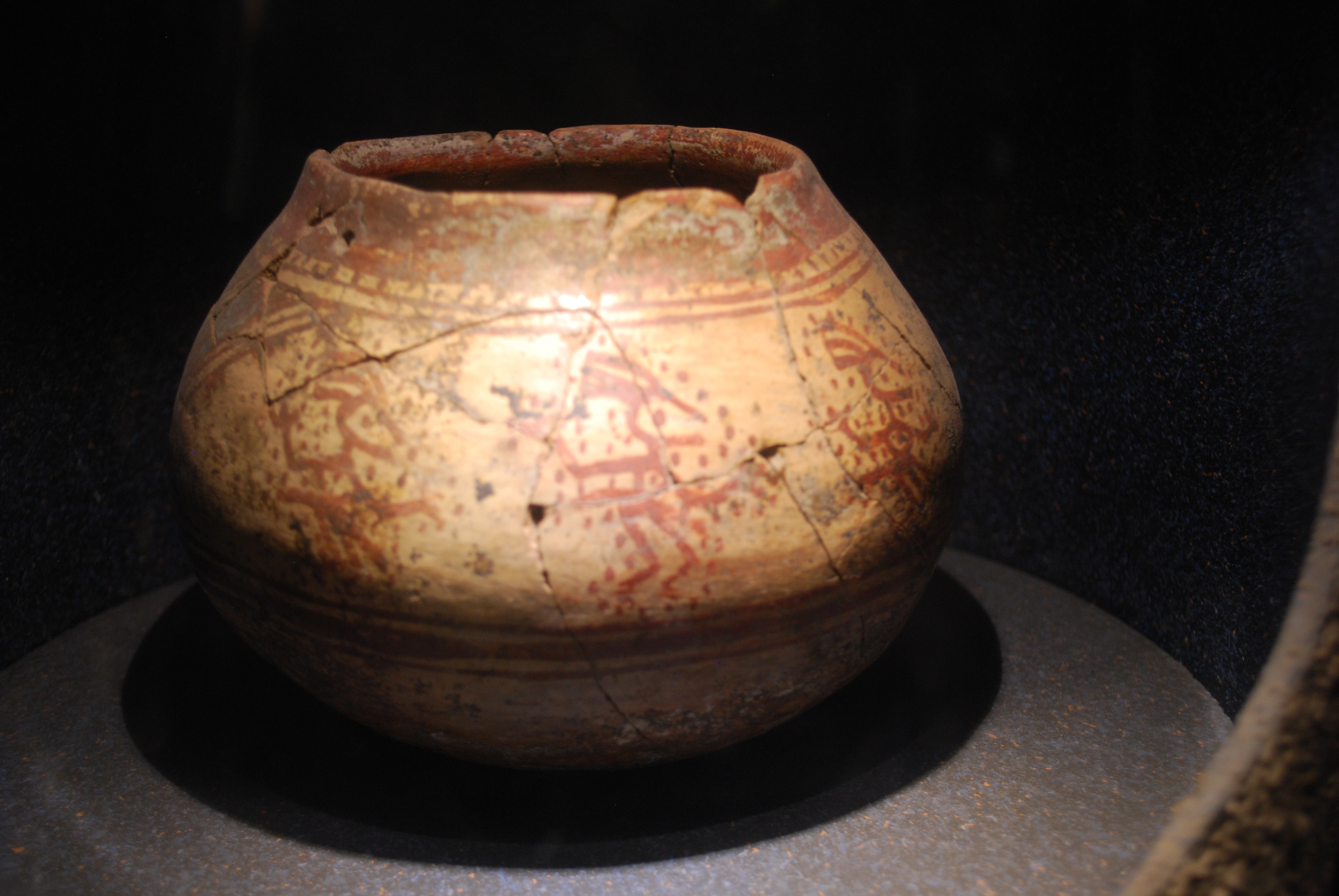
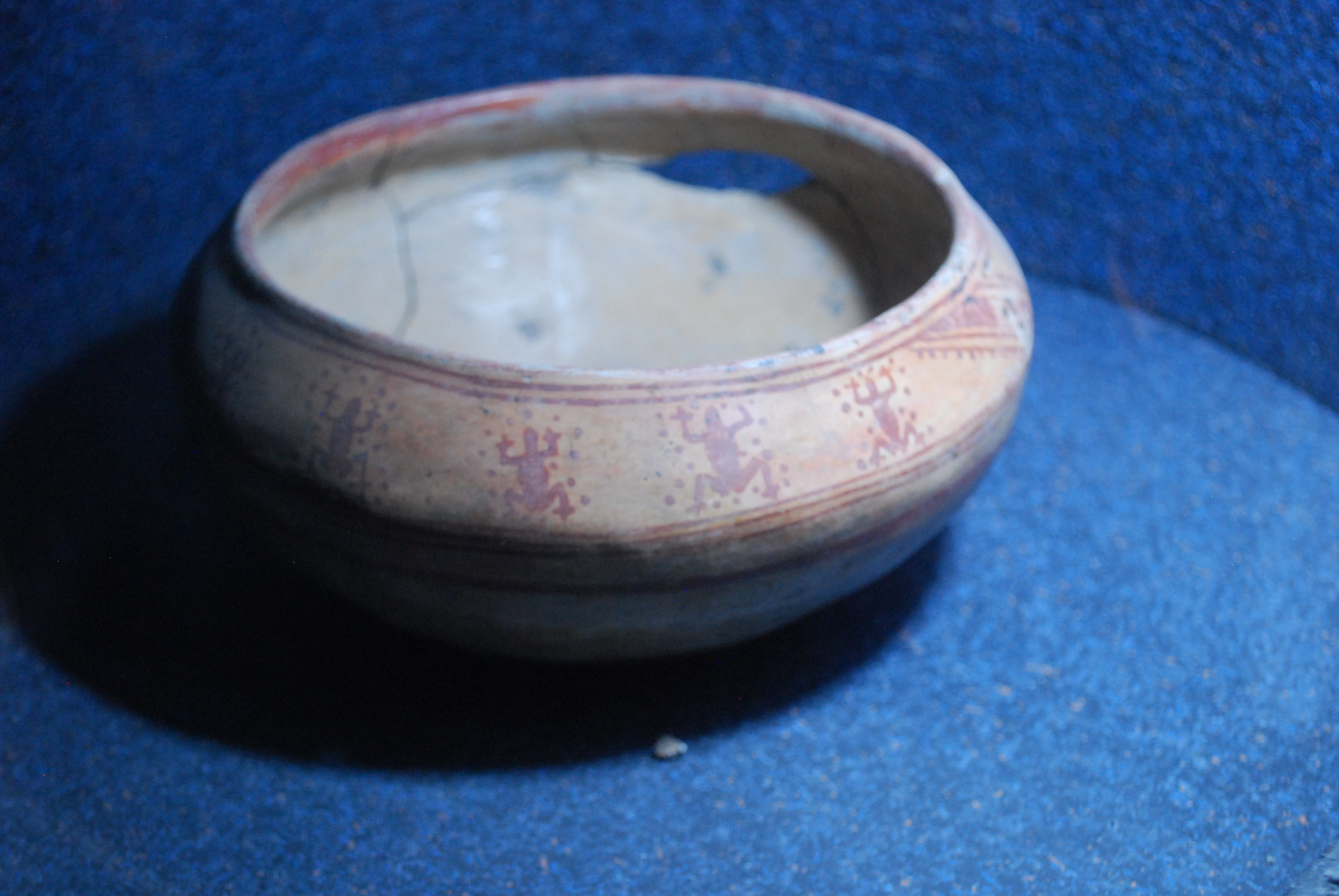
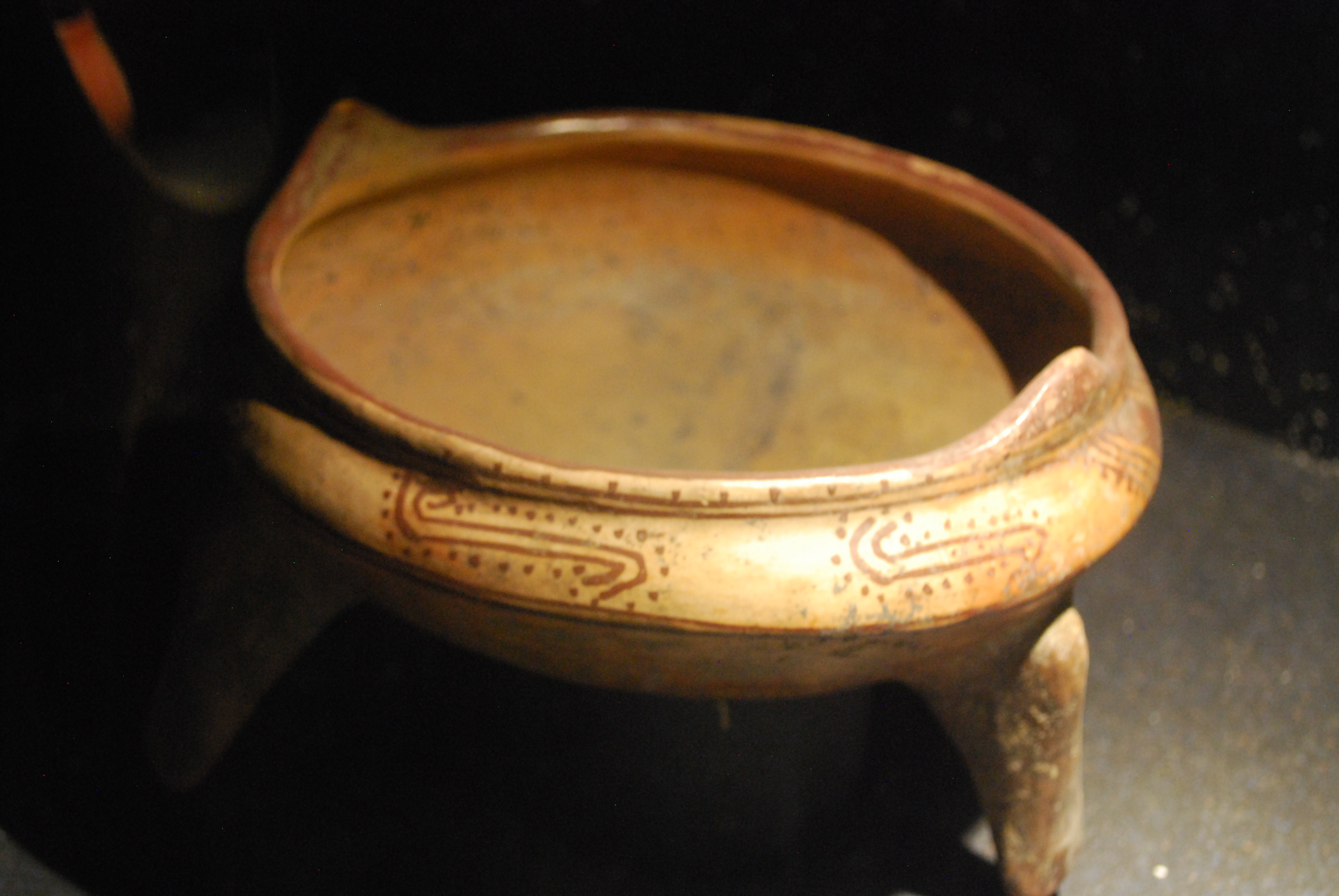
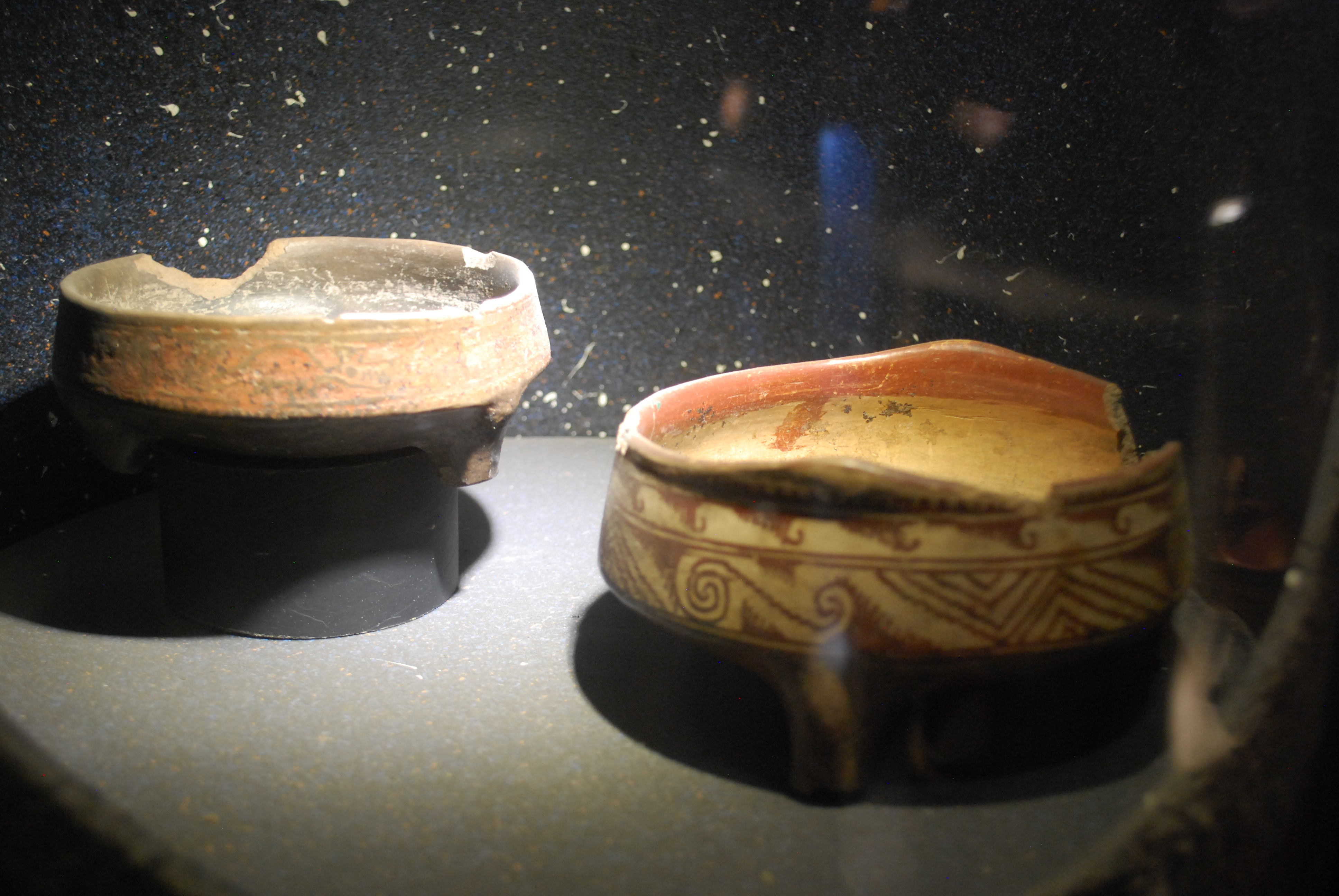

### Sala 5: Cultura Aztatlán 1350 d.C.
La quinta exhibición del museo presenta materiales de la cultura Aztatlán (1350); se subtitula  Hasta el contacto Español :

Los pobladores de una amplia región del Occidente de México y de la costa del Pacifico que se extendía hasta el actual estado de Sinaloa, algunos grupos también tuvieron que emigrar através de la Sierra Madre Occidental hacia el centro del estado de Durango en donde varios sitios arqueológicos se encuentra la evidencia de esta, caracterizada por cerámica, objetos de cobre, enterramientos en urnas funerarias, deformación craneana intencional, pipas, malacates y algunos objetos decorados con dioses del panteón mesoamericano.
La cultura Aztatlán se mezcló con la cultura Guadiana, apareciendo un tipo ceramico hibrido en una fase terminal cercana al contacto español a la que se le denominó El Molino.

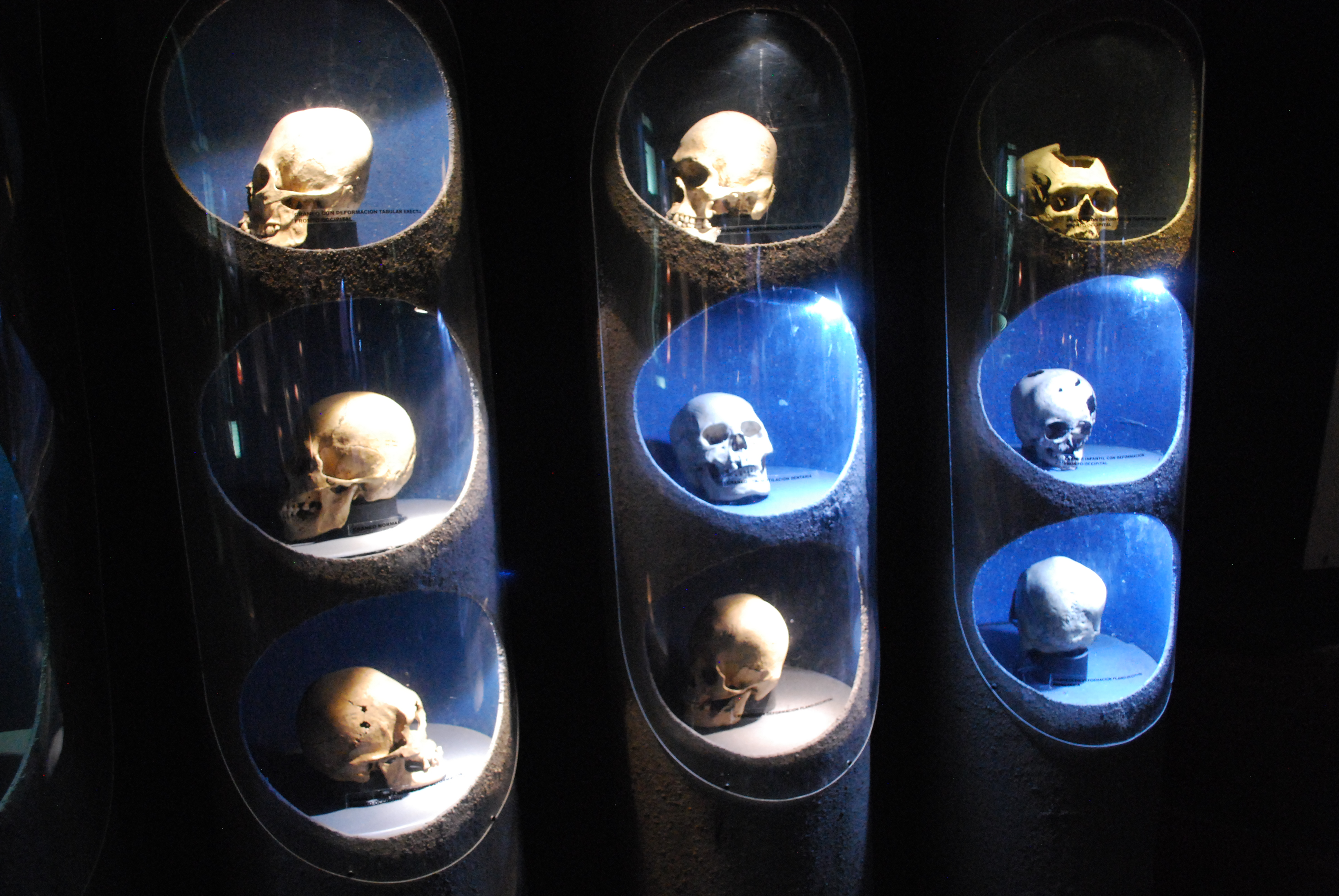
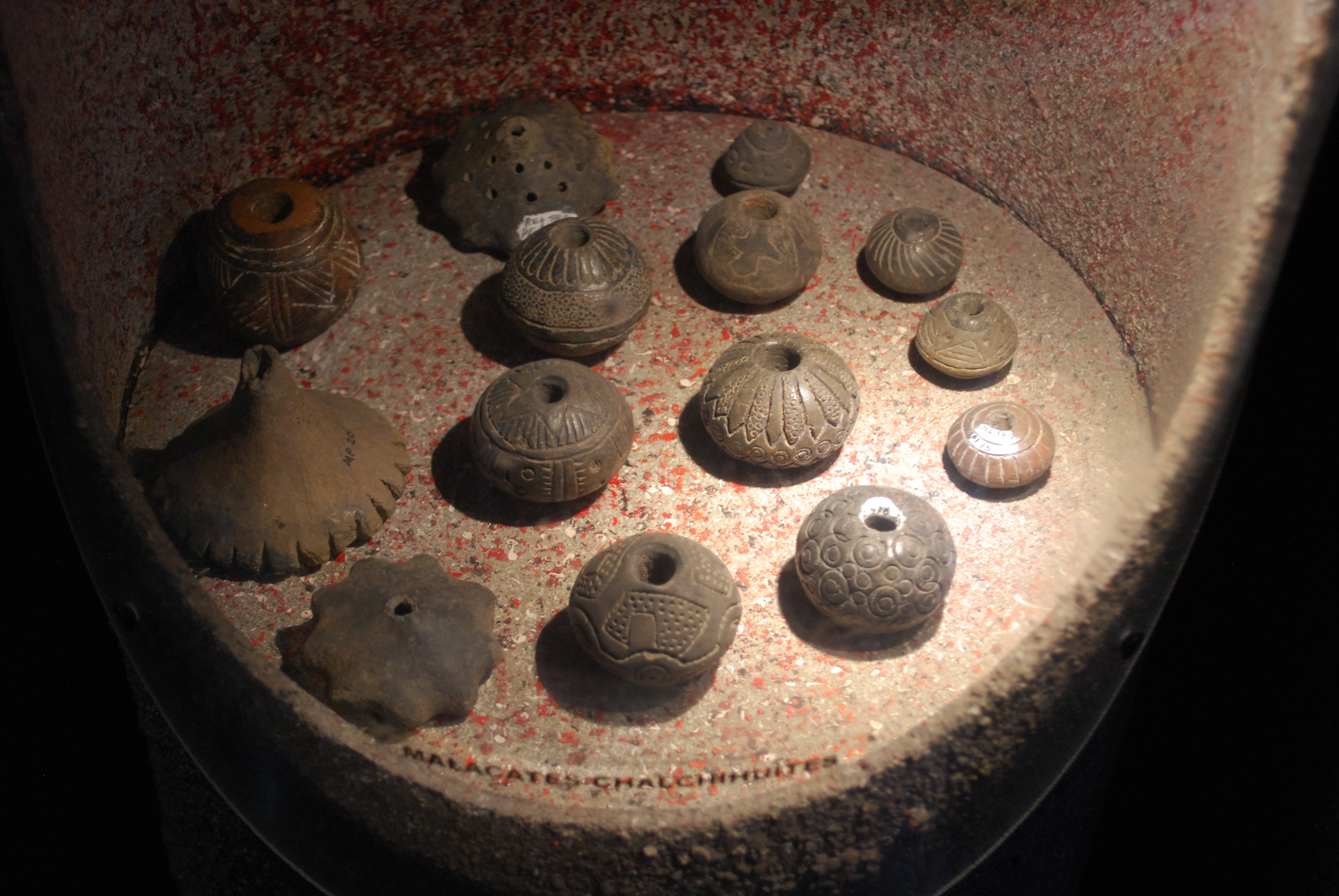
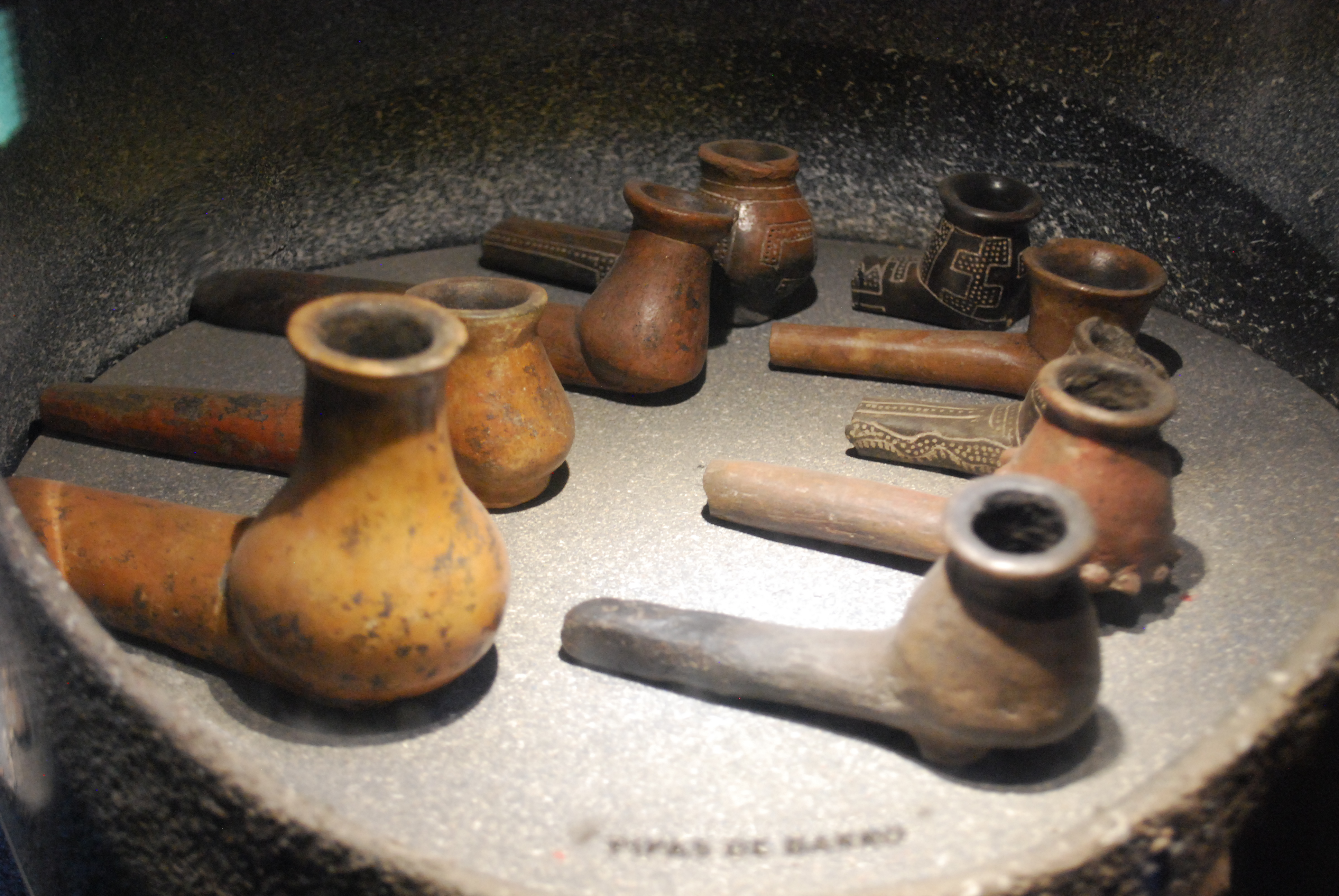
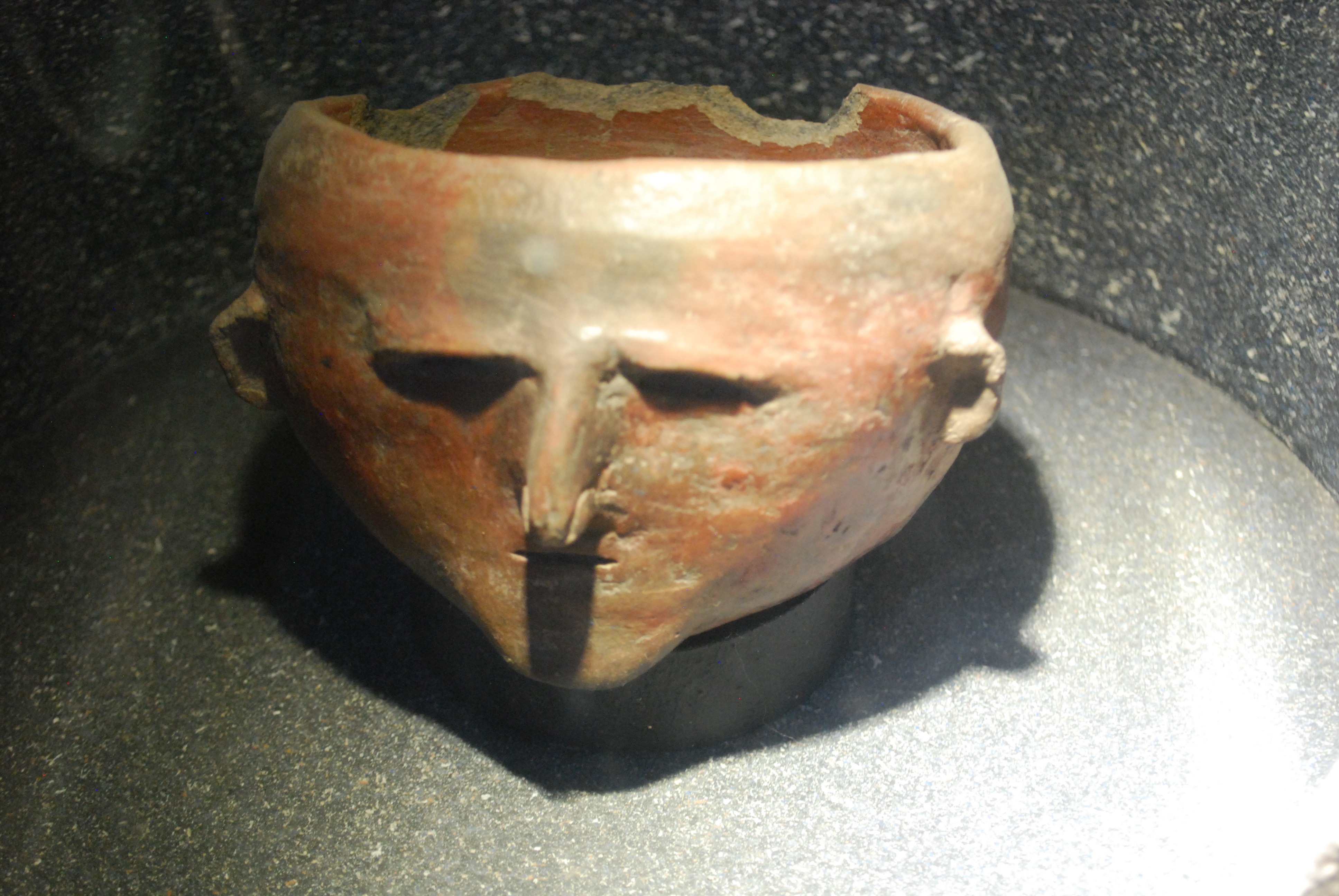
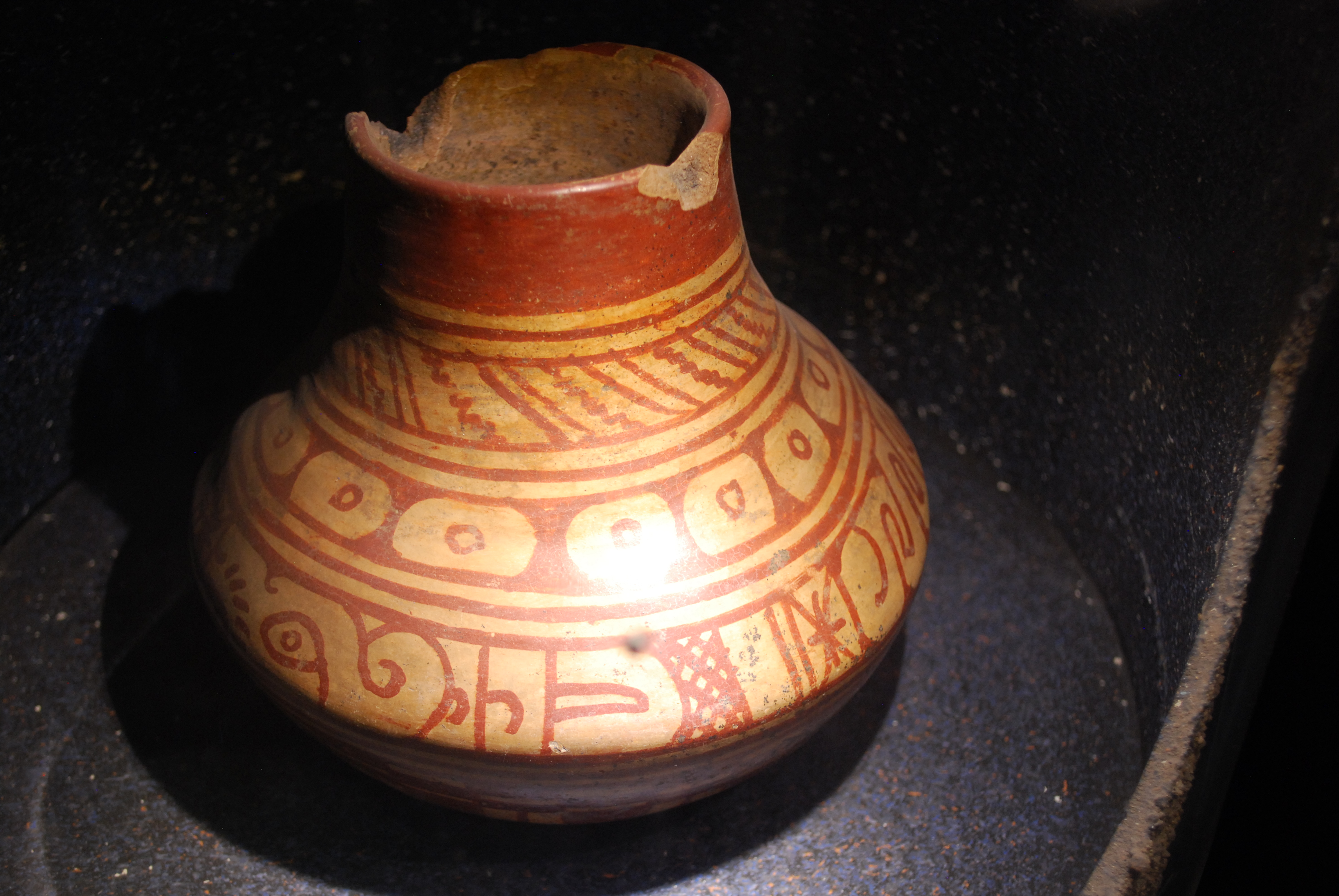
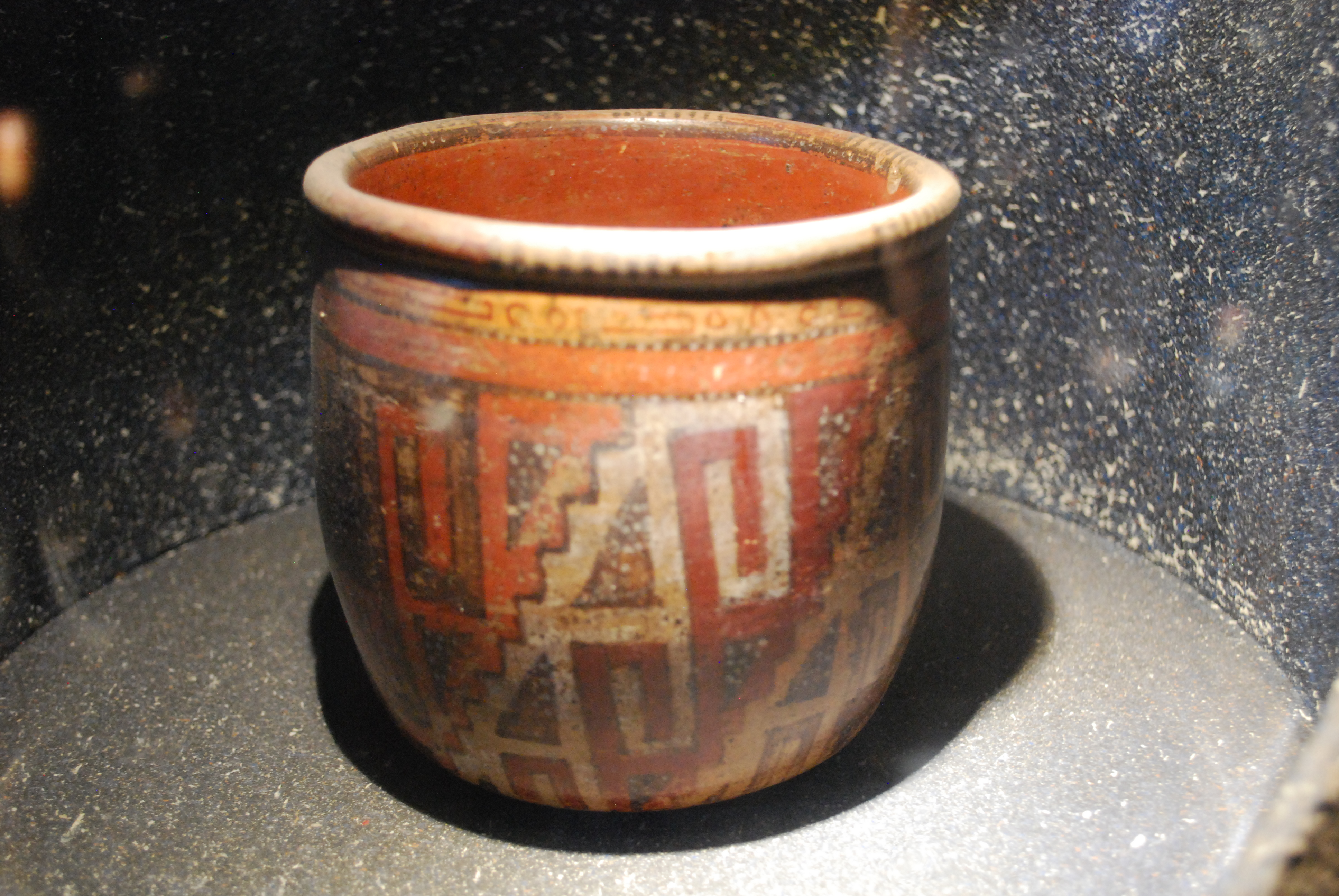
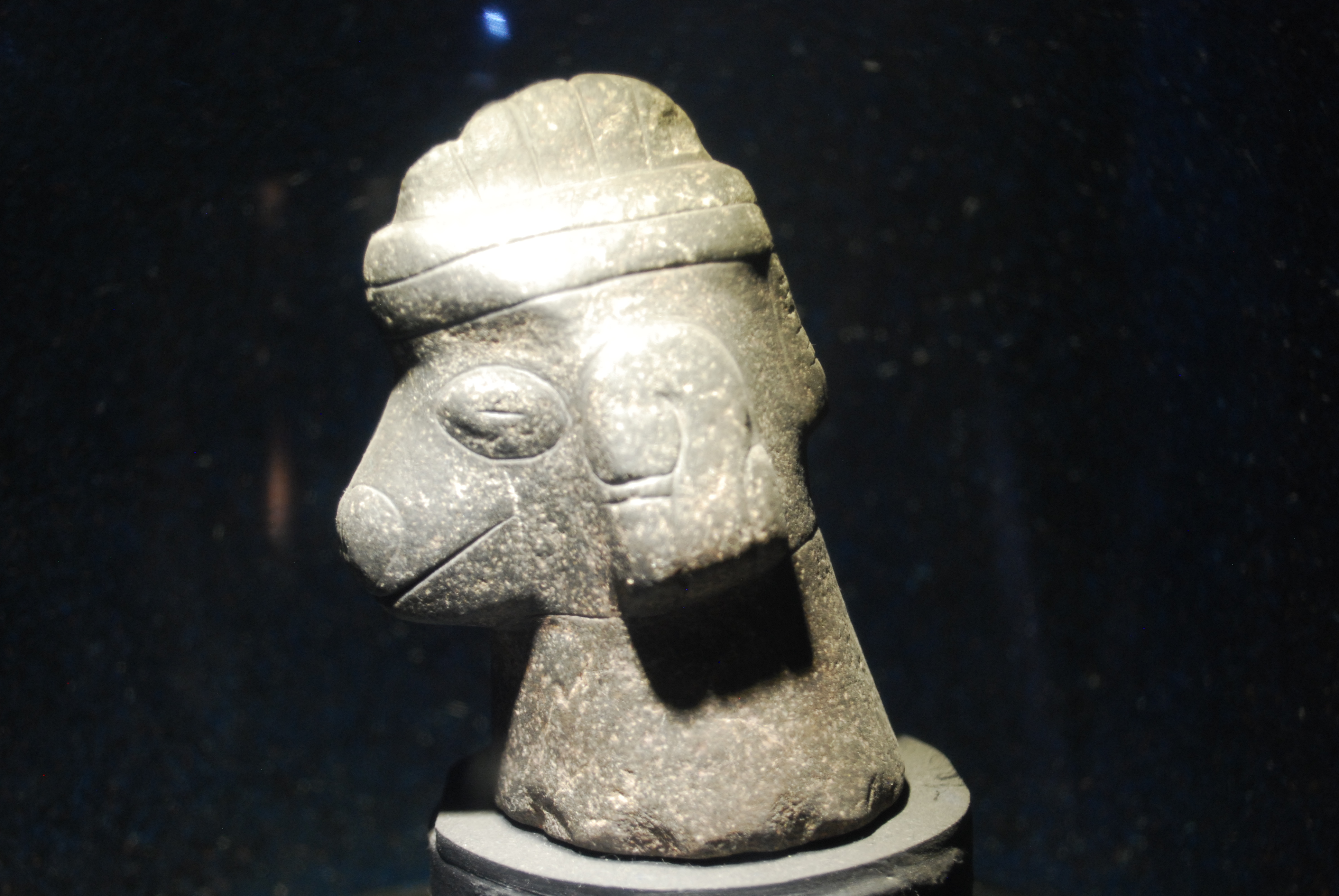
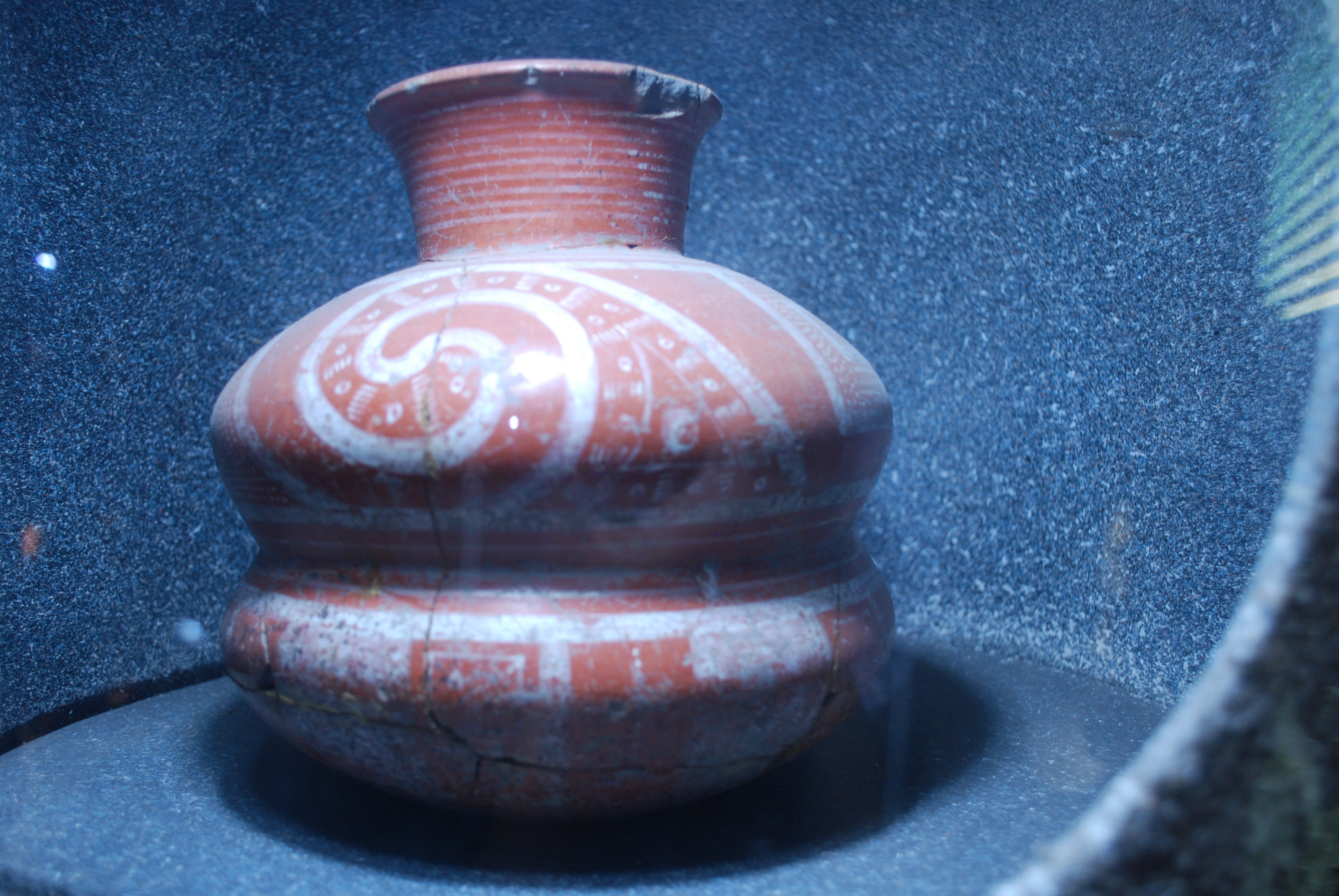
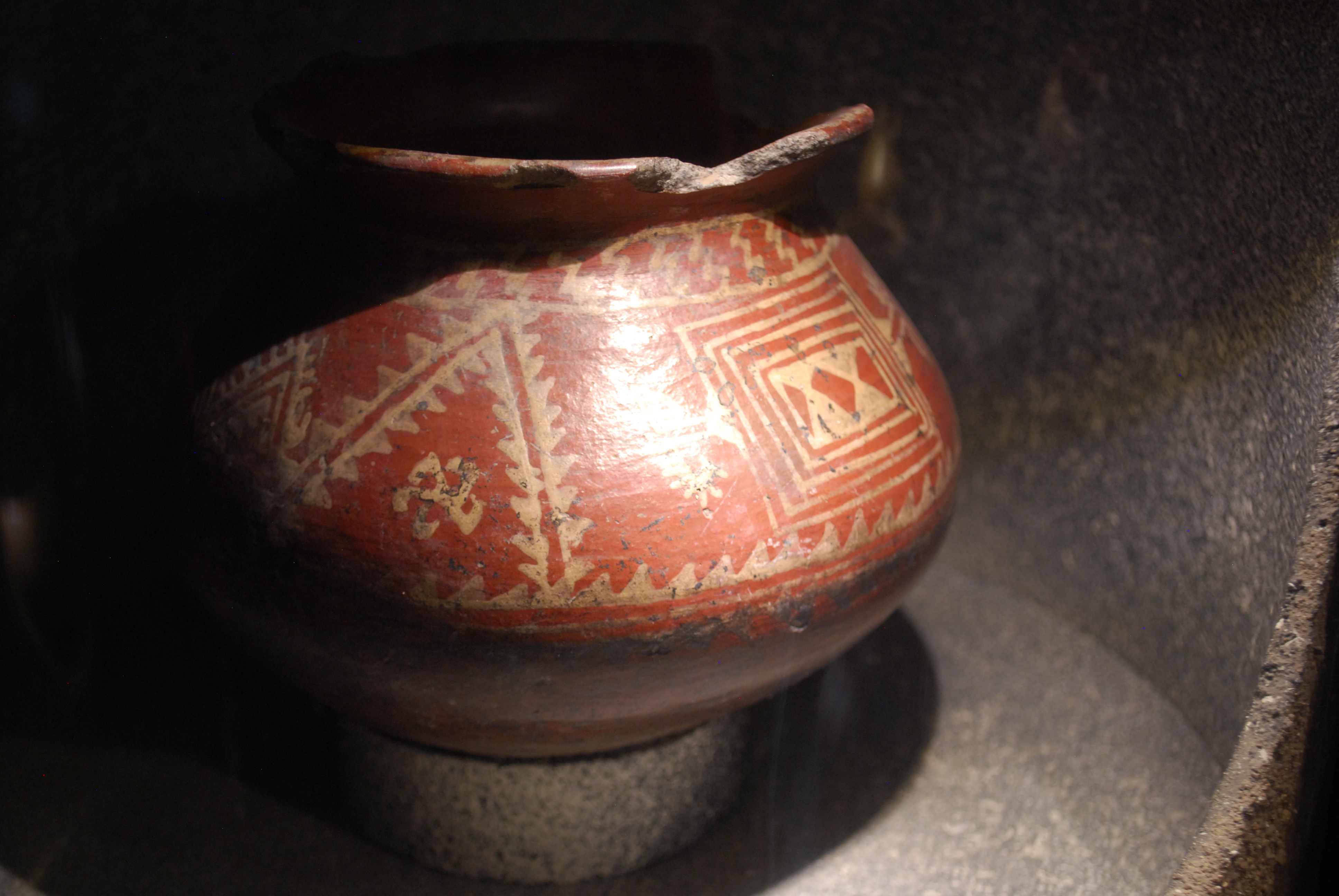